# Puchar Świata w Kolarstwie Szosowym 2002
Puchar Świata w kolarstwie szosowym w sezonie 2002 to czternasta edycja tej imprezy. Organizowany przez UCI, obejmował dziesięć wyścigów, z których wszystkie odbyły się w Europie. Pierwszy wyścig – Mediolan-San Remo – odbył się 23 marca, a ostatni – Giro di Lombardia – 19 października.
Trofeum sprzed roku bronił Holender Erik Dekker. W tym sezonie w klasyfikacji generalnej najlepszy okazał się Włoch Paolo Bettini. Najlepszym teamem okazał się włoski Mapei-Quick Step.

## Kalendarz
| Data  | Wyścig                   | Zwycięzca        | Drugi            | Trzeci             |
| ----- | ------------------------ | ---------------- | ---------------- | ------------------ |
| 23.03 | Mediolan-San Remo        | Mario Cipollini  | Fred Rodriguez   | Markus Zberg       |
| 07.04 | Ronde van Vlaanderen     | Andrea Tafi      | Johan Museeuw    | Peter Van Petegem  |
| 14.04 | Paryż-Roubaix            | Johan Museeuw    | Steffen Wesemann | Tom Boonen         |
| 21.04 | Liège-Bastogne-Liège     | Paolo Bettini    | Stefano Garzelli | Ivan Basso         |
| 28.04 | Amstel Gold Race         | Michele Bartoli  | Siergiej Iwanow  | Michael Boogerd    |
| 04.08 | Clásica de San Sebastián | Laurent Jalabert | Igor Astarloa    | Gabriele Missaglia |
| 10.08 | HEW-Cyclassics           | Johan Museeuw    | Igor Astarloa    | Davide Rebellin    |
| 18.08 | Mistrzostwa Zurychu      | Dario Frigo      | Paolo Bettini    | Lance Armstrong    |
| 06.10 | Paryż-Tours              | Jakob Piil       | Jacky Durand     | Erik Zabel         |
| 19.10 | Giro di Lombardia        | Michele Bartoli  | Davide Rebellin  | Oscar Camenzind    |

## Klasyfikacja indywidualna
| Lp. | Zawodnik          | Team               | Punkty |
| --- | ----------------- | ------------------ | ------ |
| 1.  | Paolo Bettini     | Mapei – Quick Step | 279    |
| 2.  | Johan Museeuw     | Domo-Farm Frites   | 270    |
| 3.  | Michele Bartoli   | Fassa Bortolo      | 242    |
| 4.  | Igor Astarloa     | Saeco              | 183    |
| 5.  | Davide Rebellin   | Gerolsteiner       | 179    |
| 6.  | Dario Frigo       | Tacconi Sport      | 156    |
| 7.  | George Hincapie   | US Postal Service  | 124    |
| 8.  | Peter Van Petegem | Lotto – Adecco     | 121    |
| 9.  | Óscar Freire      | Mapei – Quick Step | 111    |
| 10. | Jo Planckaert     | Cofidis            | 107    |

## Klasyfikacja drużynowa
| Lp. | Team                             | Punkty |
| --- | -------------------------------- | ------ |
| 1.  | Mapei-Quick Step                 | 71     |
| 2.  | Fassa Bortolo                    | 51     |
| 3.  | Saeco Macchine per Caffé-Longoni | 49     |
| 4.  | Domo-Farm Frites                 | 45     |
| 5.  | Lotto-Adecco                     | 39     |